# Auferstehungs-Kathedrale (Nowotscherkassk)

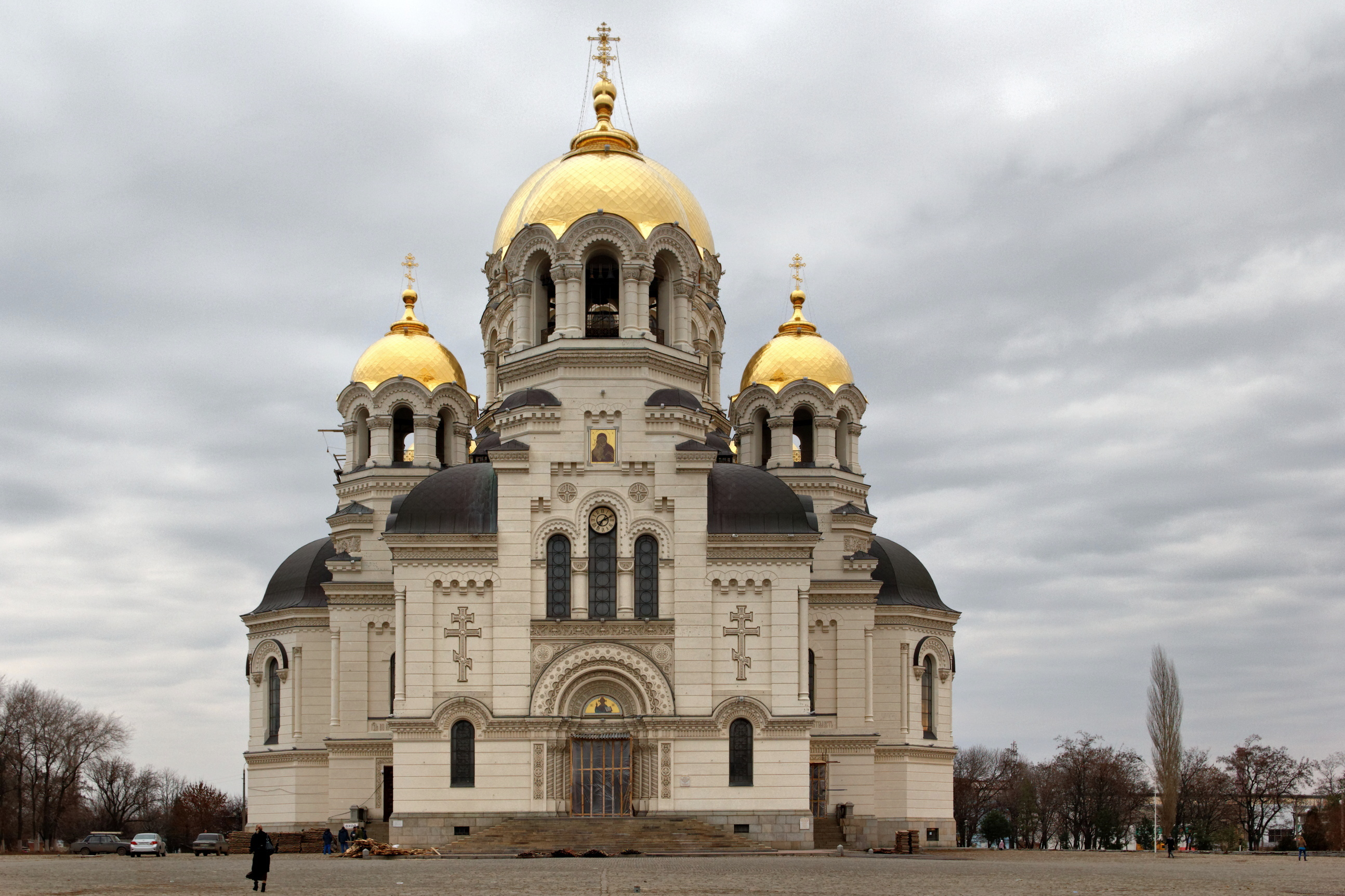
Die Auferstehungs-Kathedrale in Nowotscherkassk (2011)

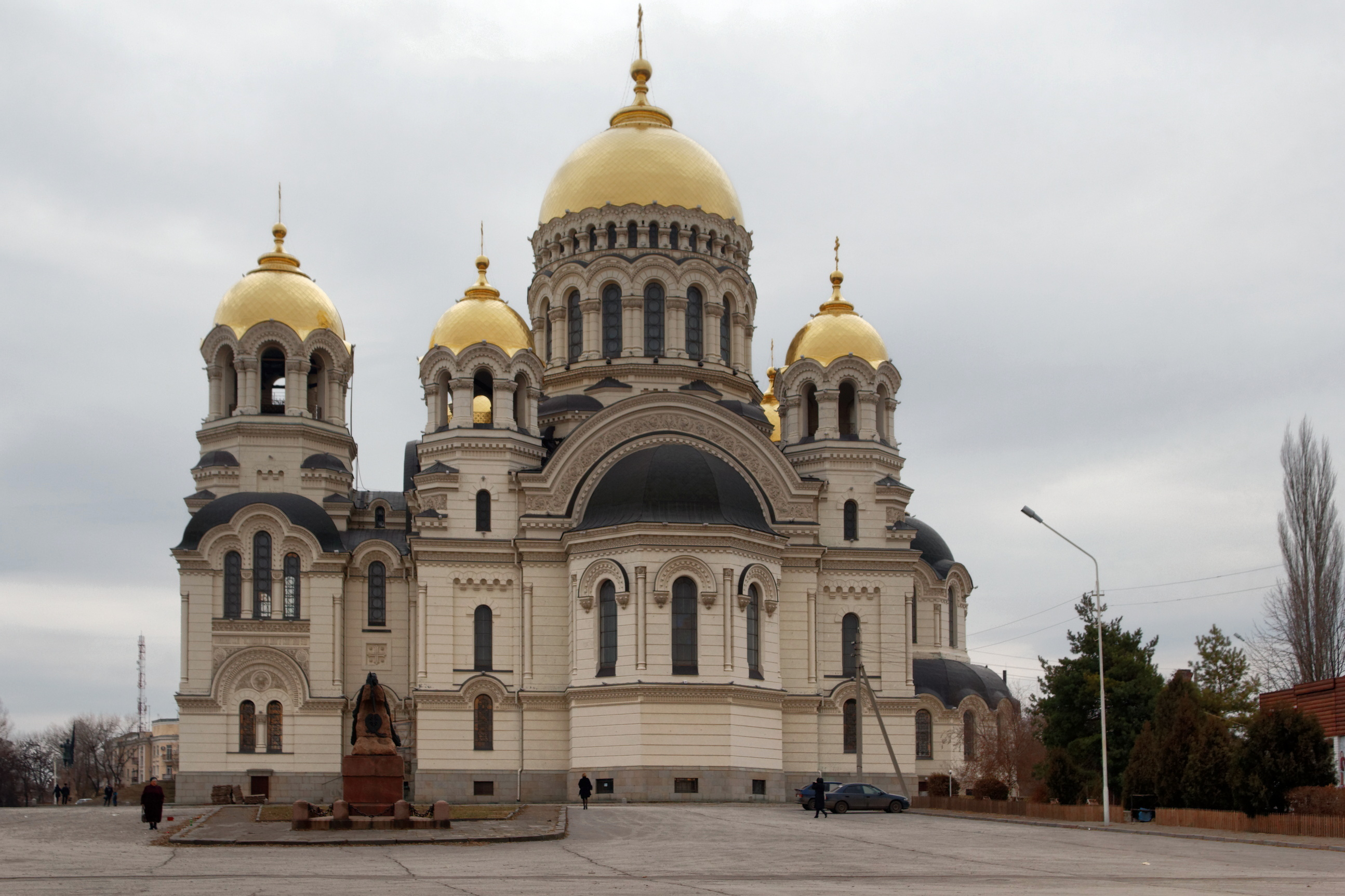
Seitenansicht (2011)

Die Auferstehungs-Kathedrale (russisch Вознесенский собор) ist eine russisch-orthodoxe Kathedrale in der Stadt Nowotscherkassk in Russland. Erbaut wurde die Kathedrale von 1811 bis 1904 im Zentrum der Stadt und ist mit einer Höhe von 74,7 Metern die siebthöchste Kathedrale Russlands. Sie bietet Platz für 5000 Menschen.

## Geschichte
Der Grundstein für den Bau der Kathedrale wurde bereits 1805 gelegt. Die Bauarbeiten begannen jedoch erst sechs Jahre später am 1. Oktober 1811. Der Entwurf stammte vom Schweizer Architekten Luigi Rusca. Nachdem Luigi Rusca Russland 1818 verlassen hatte, wurde ein gewisser Amwrossimow neuer Architekt.
Dessen Entwurf erwies sich jedoch als nicht stabil genug, um die Hauptkuppel zu tragen. Teile der Kathedrale brachen darauf 1846 in sich zusammen. Dies geschah ein weiteres Mal 1863 mit dem Entwurf eines weiteren Architekten. Der Bau einer dritten Variante durch A. A. Jaschtschenko wurde 1891 beschlossen. Die Genehmigung von Zar Alexander III. wurde am 24. März 1891 erteilt. Fertiggestellt wurde das Bauwerk 1904, die Weihe erfolgte am 6. Mai 1905.
Zu Beginn der sowjetischen Herrschaft wurde die goldene Verkleidung der Kuppeln durch eine einfache Abdeckung aus Eisen ersetzt. Geschlossen wurde der Sakralbau 1934.
Erst kurz vor dem Zerfall der Sowjetunion wurde die Kathedrale wieder der Russisch-Orthodoxen Kirche übergeben. Mit der Restaurierung wurde 2001 begonnen. Am 200. Jahrestag der Gründung von Nowotscherkassk und 100 Jahre nach der Grundsteinlegung der Auferstehungs-Kathedrale wurde die Restaurierung der Fassade 2005 abgeschlossen.

## Architektur
Die Kathedrale ist ein reich gegliederter neobyzantinischer Zentralbau aus hellem Werkstein mit Mittelkuppel und vier Ecktürmen sowie fünf weiteren kleineren Kuppeln. Drei der vier kurzen Kreuzarme werden von Apsiden abgeschlossen, den vierten setzt ein narthexartiger, ebenfalls turmbekrönter Vorbau mit dem Portal fort.
In den Jahren 2010–2011 wurden die Kuppeln mit Goldblechen bedeckt und ein Stein aus Bergkristall in das Kreuz hineingebaut.